# Polycristal

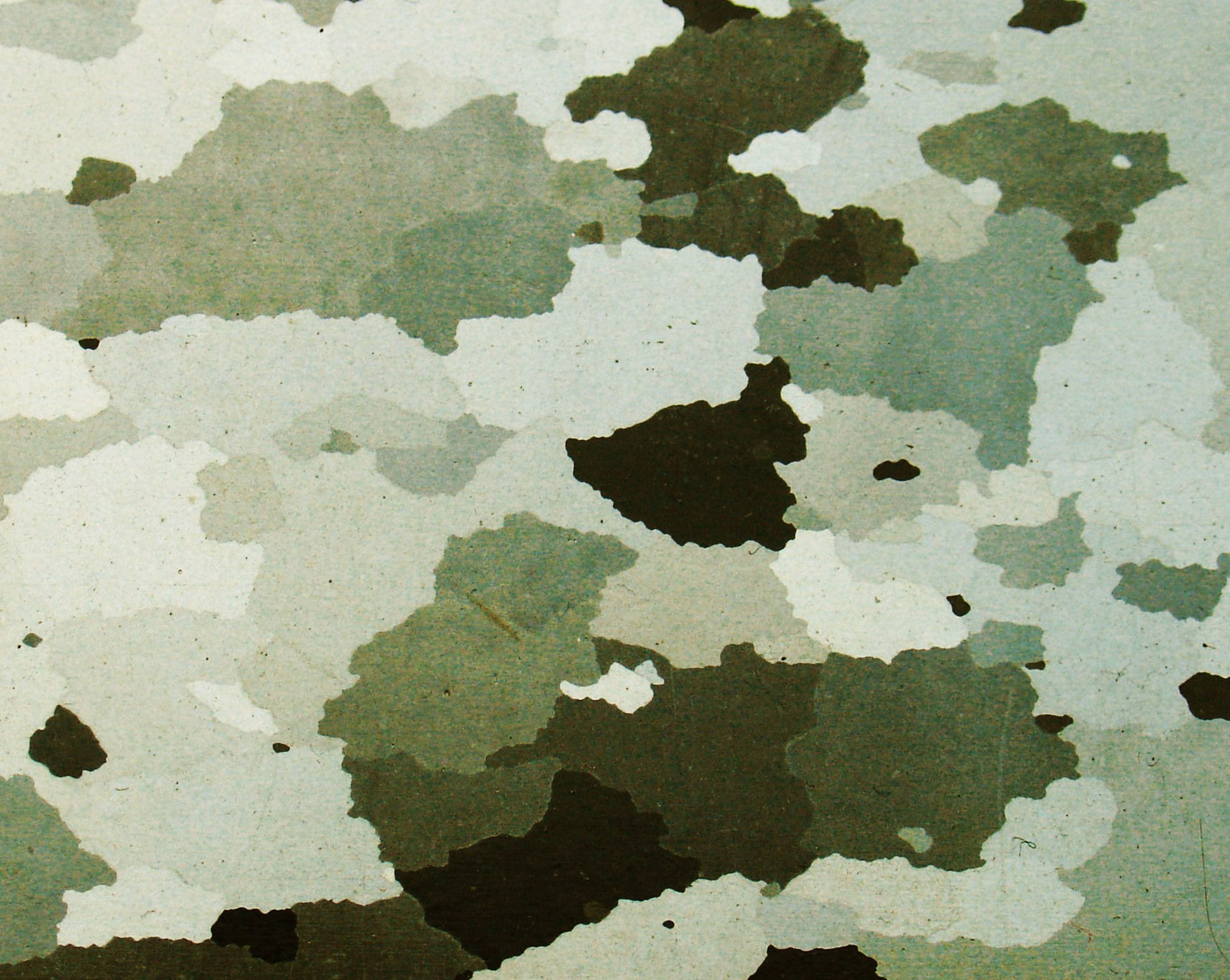
Image d'acier électrique (sans revêtement) montrant une structure polycristalline.

Un polycristal ou matériau polycristallin est un matériau solide constitué d'une multitude de petits cristaux appelés cristallites de taille, de forme et d'orientation variées, séparés par des joints de grains. À l'opposé, un monocristal ou matériau monocristallin est constitué d'un unique cristal.
La majorité des matériaux cristallins, naturel ou synthétiques, sont des polycristaux. 